# Cristo eucaristico con i santi Cosma e Damiano
Il Cristo eucaristico con i santi Cosma e Damiano è un dipinto a olio su tela cuspidata (261x160 cm) del Moretto, databile al 1540 circa e conservato nella Chiesa dei Santi Cosma e Damiano di Marmentino.
Il dipinto, molto pregevole per scelte compositive e formali, fa parte della produzione artistica matura del Moretto. La forte carica simbolica del dipinto è da leggere nel periodo storico in cui fu eseguita, cioè durante la diffusione degli ideali protestanti che non riconoscevano più il significato dell'eucaristia. Il Moretto, molto prima dell'apertura del Concilio di Trento e pertanto lontano da qualsiasi imposizione dall'alto, dimostra di porre contro le nuove dottrine una solida fede tradizionale, trasmettendo con una grande sintesi compositiva il valore della celebrazione eucaristica. La pala è strettamente legata, per concezione di fondo, al Cristo eucaristico tra i santi Bartolomeo e Rocco, che di fatto ne riprende il significato e la struttura formale.

## Storia
L'opera viene probabilmente eseguita su commissione del prelato Donato Savallo, arciprete della basilica di San Pietro de Dom dal 1524 e legato da benefici parrocchiali sia a Marmentino, sia a Castenedolo, dove si trova il Cristo eucaristico tra i santi Bartolomeo e Rocco, sempre opera del Moretto e del tutto analoga a questa. Il conferimento del beneficio della chiesa parrocchiale di Marmentino risale al 1522 e il prelato lo mantiene sino al 1551.
Il legame tra Savallo e il Moretto è documentato a partire dal 1530, quando il prelato scrive al pittore per comunicargli alcune informazioni sull'organaro Graziadio Antegnati, ma le varie date sono troppo distanti tra loro per poter circoscrivere ad un determinato periodo la commissione della pala, che deve essere desunto dagli aspetti stilistici. Tale commissione, oltretutto, potrebbe anche non risalire al Savallo poiché, stando agli atti delle antiche visite pastorali, la destinazione originale del dipinto era l'altare del Santissimo Sacramento e, di conseguenza, potrebbe essere stato eseguito per conto della Confraternita stessa.
Il dipinto, dopo la ricostruzione quasi integrale che ha interessato la chiesa nel 1911, si trova oggi all'altare maggiore, contornato da una ricca cornice lignea d'arte barocca.

## Descrizione
La pala raffigura, nella parte superiore, Gesù tra le nubi recante due simboli della passione: il crocifisso e la colonna contro la quale fu flagellato. Due angioletti ai suoi fianchi reggono un lungo velo verde ricamato d'oro.
Nella parte inferiore della tela, i santi Cosma e Damiano assistono alla manifestazione di Cristo davanti a un alto altare recante, in sommità, un ostensorio contenente il Santissimo Sacramento, parzialmente coperto da un velo trasparente. Un altro velo scende lungo l'altare, lasciando scoperta l'iscrizione "PANEM / ANGELORVM / MANDVCAVIT / HOMO", "L'uomo mangiò il pane degli angeli". San Damiano, a destra, porta in mano la palma del martirio, mentre San Cosma, a sinistra, l'ha appoggiata ai piedi dell'altare e con la mano indica Gesù.

## Stile
La corretta datazione dell'opera al 1540 circa, accettata poi da tutta la critica successiva, viene individuata da György Gombosi nel 1943. Pier Virgilio Begni Redona, nel 1988, riprende le affermazioni dello studioso e commenta che il dipinto "è ricco di premesse formali destinate a grande successo in esiti divulgati poi dai continuatori moretteschi, a cominciare dai due santi inginocchiati, vestiti di un velluto rosso caldissimo, bordato di rilucente lamina dorata, che innescano un processo stilistico di grande apertura e proiezione verso il manierismo. Anche la posizione del Redentore, ardita e troppo nuova per il compostissimo Moretto, con quei due angeli-putti che tendono il padiglione sull'altare della presenza eucaristica, d'un dinamismo ricco di vivacità, conferisce a tutta la composizione una valenza di grande equilibrio dinamico che trova i suoi punti di forza nei pesi contrapposti della croce e della colonna, che, in virtù della loro divaricazione verso l'alto, più che essere sostenuti sostengono il corpo del Cristo: un modo dinamico che trova la sua logica e pacata conclusione nel festone sostenuto dai putti che ha la stessa funzione del crescente lunare su cui s'adagia la Madonna in opere dipinte nella giovinezza (vedi la Madonna col Bambino in gloria con i santi Martino e Caterina). Un elemento di pausa è il plinto-altare, una di quelle architetture chiare, realizzate con coscienza classica della forma: qui il Moretto rinuncia ad ogni decorazione, egli dà risalto plastico mediante la luce laterale alle forme cubiche e spigolose".
La forte carica simbolica del dipinto viene evidenziata appieno solamente da Valerio Guazzoni in due successive analisi dell'opera, nel 1981 e nel 1985. La pala è infatti da inserire adeguatamente nel momento storico in cui viene eseguita: nelle nuove dottrine che si vanno rapidamente diffondendo in seguito alla predicazione di Martin Lutero, infatti, la transustanziazione viene aspramente criticata, così come qualsiasi adorazione o processione eucaristica. A queste dottrine, il Concilio di Trento opporrà la tradizionale teologia cattolica, in particolare nelle sessioni XIII e XXII del 1551 e del 1562 dove si ribadirà la continuità storica del sacrificio di Cristo nella celebrazione eucaristica, che lo attualizza e lo rende operante per la salvezza della comunità radunata ritualmente.
I due dipinti del Moretto, questo e quello già citato nella parrocchiale di Castenedolo, agiscono con largo anticipo sulle disposizioni del Concilio, proponendo i futuri dettami "in forte posizione apologetica della fede tradizionale, piuttosto che di divulgazione della dottrina conciliare. La specie eucaristica, ostentata e protetta dal leggero padiglione dal velo, occupa il punto centrale all'incrocio delle diagonali della composizione, ed è un'assoluta posizione assiale col Cristo risorto ma recante i segni della passione per ricordare il momento sacrificale; l'ostia al centro ripropone quel sacrificio e si sostanzia di una presenza reale degna di essere adorata dai santi genuflessi alla base".
Passando all'aspetto devozionale, il Guazzoni trova che il Moretto "suggerisce la santità con la semplice presenza degli oggetti liturgici, i veli impalpabili trapunti d'oro [...]. Il sottile simbolismo liturgico dell'altare trova in lui un interprete sensibilissimo, direi trepido. Il richiamo sentimentale è esercitato dalla figura di Cristo nobile e patetica, idealizzata [...]; essa ha il compito d'esortare all'adorazione, di compungere i cuori, di favorire mediante uno stimolo sensibile la comunione affettiva che, dell'adorazione eucaristica, è lo scopo".